# Ormosia unicornis
Ormosia unicornis är en tvåvingeart som beskrevs av Alexander 1954. Ormosia unicornis ingår i släktet Ormosia och familjen småharkrankar. Inga underarter finns listade i Catalogue of Life.